# Ghiacciaio del Sabbione
Il ghiacciaio del Sabbione (detto anche del Hohsand) è situato nell'alta Val Formazza, ad un'altezza compresa tra i 2500-3200 m s.l.m. circa.
Fino agli anni 80 del '900, la sua estremità inferiore entrava nelle acque turchesi del omonimo lago, formatosi a seguito dello sbarramento artificiale delle acque di fusione estiva del ghiacciaio. Quest'opera infatti era frutto di un progetto da parte della ditta Edison di realizzare una serie di bacini fini alla produzione di energia idroelettrica, tant'è vero che in zona sono presenti altre strutture di questo tipo come il lago di Morasco, lago del Toggia e Lago Castel. 
Già con la realizzazione della diga vi era l'obiettivo di sciogliere la parte terminale del ghiacciaio per raccogliere le acque nel bacino sottostante, tuttavia sia per la presenza mitigatrice del lago, sia per l'innalzamento delle temperature, la lunghezza e lo spessore del ghiaccio sono in continuo calo.

## Descrizione
| Ghiacciaio del Sabbione settentrionale |            | Ghiacciaio del Sabbione meridionale |            |
| -------------------------------------- | ---------- | ----------------------------------- | ---------- |
| Orientazione                           | Nord - est | Orientazione                        | Nord - est |
| Quota minima                           | 2660       | Quota minima                        | 2690       |
| Quota massima                          | 3179       | Quota massima                       | 3366       |
| Area in km2                            | 1,20       | Area in km2                         | 2,00       |

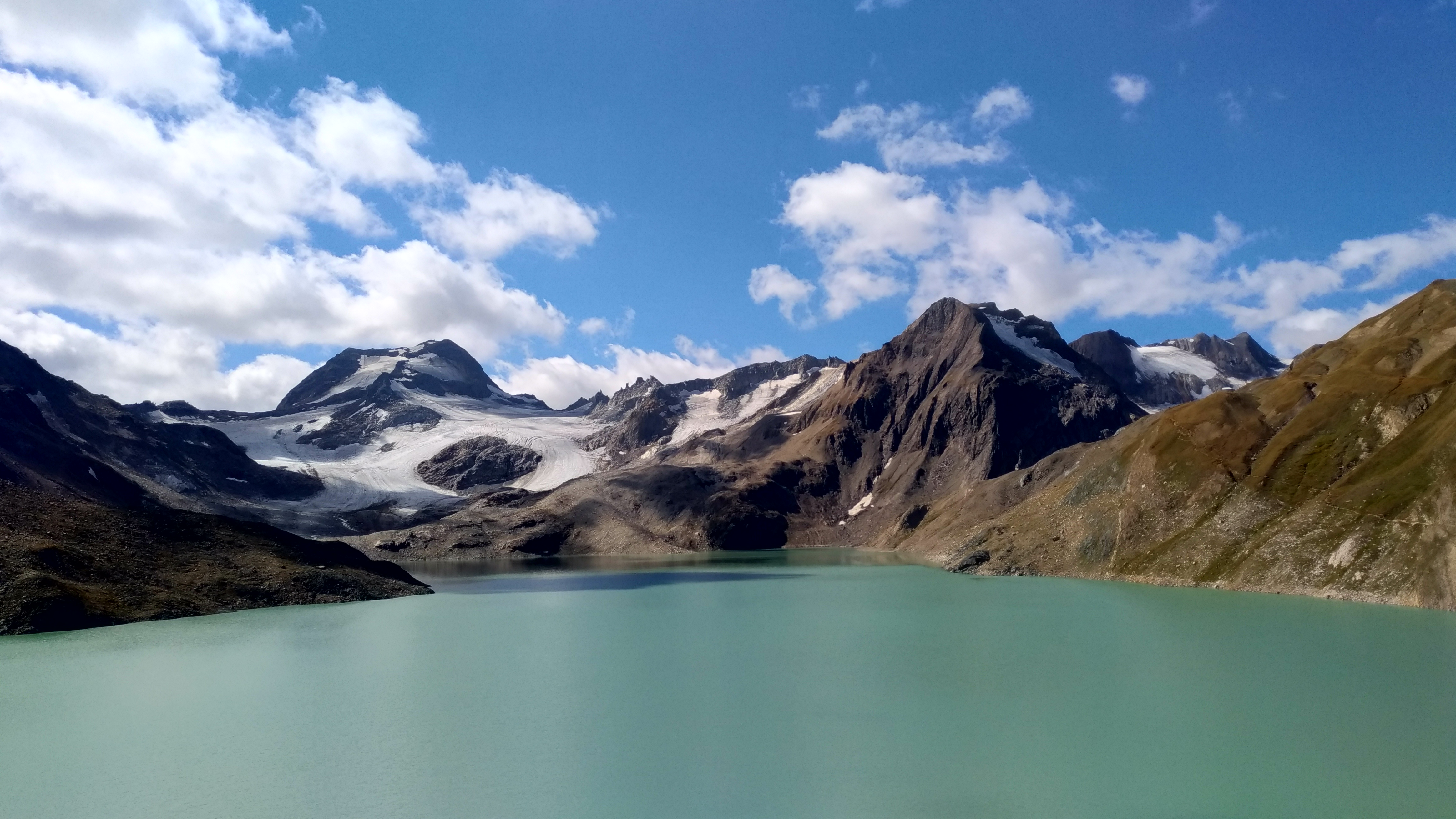
Il ghiacciaio del Sabbione dietro l'omonimo lago, visto dalla passerella sopra la diga.

Il ghiacciaio del sabbione di compone di due parti, il Sabbione settentrionale e Sabbione meridionale, il primo è un ghiacciaio di tipo vallivo, la cui zona di alimentazione, ossia dove si forma il ghiacciaio, è situata nei settori più elevati e meno esposti a radiazioni solari in particolare sotto la Punta del Sabbione, questa zona che un tempo formava un unico ghiacciaio è oggi suddivisa in tre parti, poiché le altre due aree che un tempo alimentavano il ghiacciaio sono oggi ridotte a ghiacciai di circo o sommità. Inoltre sono presenti sempre più crepacci e parte del ghiacciaio è ormai ricoperta da detriti rocciosi. Secondo i dati ARPA del 2022, il ghiacciaio avrebbe perso circa 1000m dal fronte che un tempo entrava nel lago sottostante.
Per quanto riguarda il ghiacciaio meridionale, anch'esso di tipo vallivo, è il più esteso ghiacciaio piemontese in forte e veloce contrazione, esso ha una zona di alimentazione molto ridotta e, come per quello settentrionale, è situata nei settori più elevati e meno esposti alle radiazioni solari. Anche in questo caso ci sono tre settori di alimentazione principali che generano tre lingue che successivamente si uniscono. Anche questa zona del ghiacciaio risente degli effetti del cambiamento climatico in quanto sono visibili numerosi crepacci, zone ricoperte da detriti e la fronte del ghiacciaio è ormai arretrata di 800-1000m dal lago artificiale del Sabbione.